# Jordanis
Jordanis (także Jordanus) – historyczny gwiazdozbiór rozciągający się wokół Wielkiej Niedźwiedzicy, od Wolarza do Żyrafy, obejmujący gwiazdy obecnych Psów Gończych, Małego Lwa i Rysia. Przedstawiał rzekę Jordan w Palestynie. Gwiazdozbiór został stworzony przez Planciusa w 1612 roku, a pierwszy raz przedstawiony na mapie nieba Jacoba Bartscha w 1624 roku. Na mapie Bartscha początek rzeki tworzyły dwa dopływy, Jor i Dan, łączące się przy gwieździe Cor Caroli; w ten sam sposób gwiazdozbiór został przedstawiony w dziele Harmonia Macrocosmica Andreasa Cellariusa. W XVIII wieku Jan Heweliusz wprowadził na niebo w jego miejsce gwiazdozbiory Psów Gończych, Małego Lwa i Rysia, które są uznawane do dziś.